# Juziers
Juziers is een gemeente in Frankrijk. Het ligt aan de rechteroever van de Seine, op 40 km ten westen van het centrum van Parijs. De rechteroever van de Seine is vanaf het centrum van Parijs tot aan Juziers aaneengesloten bebouwd.
Er ligt station Juziers. 

## Kaart
De onderstaande kaart toont de ligging van Juziers met de belangrijkste infrastructuur en aangrenzende gemeenten.

## Demografie
Onderstaande figuur toont het verloop van het inwonertal, bron: INSEE-tellingen. 